# 本庄村 (兵庫県有馬郡)
本庄村（ほんじょうむら）は、兵庫県有馬郡に存在した村。

## 歴史
- 1889年4月1日 - 町村制施行に伴い有馬郡本庄村が成立。
- 1956年3月31日 - 藍村と合併して相野町となり消滅。

## 由来
本庄村は往吉忍壁上郷に属し、荘園発達後、野々倉庄及び藍本庄に分かれた。本庄という村名の起源は庄園と関係がある。

## 地区
- 上本庄
- 東本庄村
- 大畑
- 長坂
- 溝口
- 洞
- 四ツ辻
- 井草
- 東山